# Carex chaffanjonii
Carex chaffanjonii är en halvgräsart som beskrevs av E.G.Camus. Carex chaffanjonii ingår i släktet starrar, och familjen halvgräs.
Artens utbredningsområde är Mongoliet. Inga underarter finns listade i Catalogue of Life.